# Recilia xanthocephalus
Recilia xanthocephalus là loài côn trùng thuộc họ Cicadellidae, bộ Cánh nửa. Loài này được Dash & Viraktamath miên tả năm 1998.